# Julio Jaime
Julio Jaime (* 1917) ist ein ehemaliger uruguayischer Leichtathlet.

## Karriere
Jaime war in den Laufwettbewerben auf den Sprintstrecken aktiv. Bei den Leichtathletik-Südamerikameisterschaften 1941 in Buenos Aires wurde er Dritter im 110-Meter-Hürdenlauf. Zudem holte er mit der 4-mal-400-Meter-Staffel Uruguays ebenfalls die Bronzemedaille. Bei den Südamerikameisterschaften des Jahres 1943 in Santiago wurde er Südamerikameister über 110 Meter Hürden und erlief mit der uruguayischen 4-mal-100-Meter-Staffel den 3. Rang. Erneut belegte er bei den Leichtathletik-Südamerikameisterschaften 1945 die Medaillenplätze. Er sicherte sich Silber im 110-Meter-Hürdenlauf und Bronze mit der Staffel auf der 100-Meter-Strecke.
Beim letztgenannten Turnier lief er am 16. April 1945 in Montevideo auch seine persönliche Bestleistung von 14,9 Sekunden über 110 Meter Hürden. Sein schnellstes Rennen über 100 Meter datiert ebenfalls aus dem Jahr 1945, als er in Montevideo die Distanz in 10,6 Sekunden bewältigte.
Für die Olympischen Spiele 1948 in London wurde er zwar in eine Vorauswahl aufgenommen, schaffte den Sprung ins olympische Aufgebot jedoch letztlich nicht.

## Erfolge
- 1. Platz Südamerikameisterschaften: 1943 - 110-Meter-Hürdenlauf
- 2. Platz Südamerikameisterschaften: 1945 - 110-Meter-Hürdenlauf
- 3. Platz Südamerikameisterschaften: 1941 - 110-Meter-Hürdenlauf
- 3. Platz Südamerikameisterschaften: 1941 - 4-mal-400-Meter-Staffel
- 3. Platz Südamerikameisterschaften: 1943, 1945 - 4-mal-100-Meter-Staffel

## Persönliche Bestleistungen
- 100 Meter: 10,6 Sekunden, 1945, Montevideo
- 110 Meter Hürden: 14,9 Sekunden, 16. April 1945, Montevideo

## Sonstiges
Jaime wirkte am 14. Mai 1944 bei der Einweihung des umgebauten Parque Central in der Funktion des Fackelläufers mit. Er trug vor dem seitens Nacional Montevideo gegen eine Verbandsauswahl mit 6:0 gewonnenen Eröffnungsspiel, dem 20.000 Zuschauer beiwohnten, das Feuer aus Punta Carretas auf das Spielfeld des neuen Stadions. Dies sollte einen symbolischen Akt der Vereinigung der früheren Spielstätte des Vereins mit dem neu gestalteten Parque Central darstellen.